# Suankularb-Wittayalai-Schule

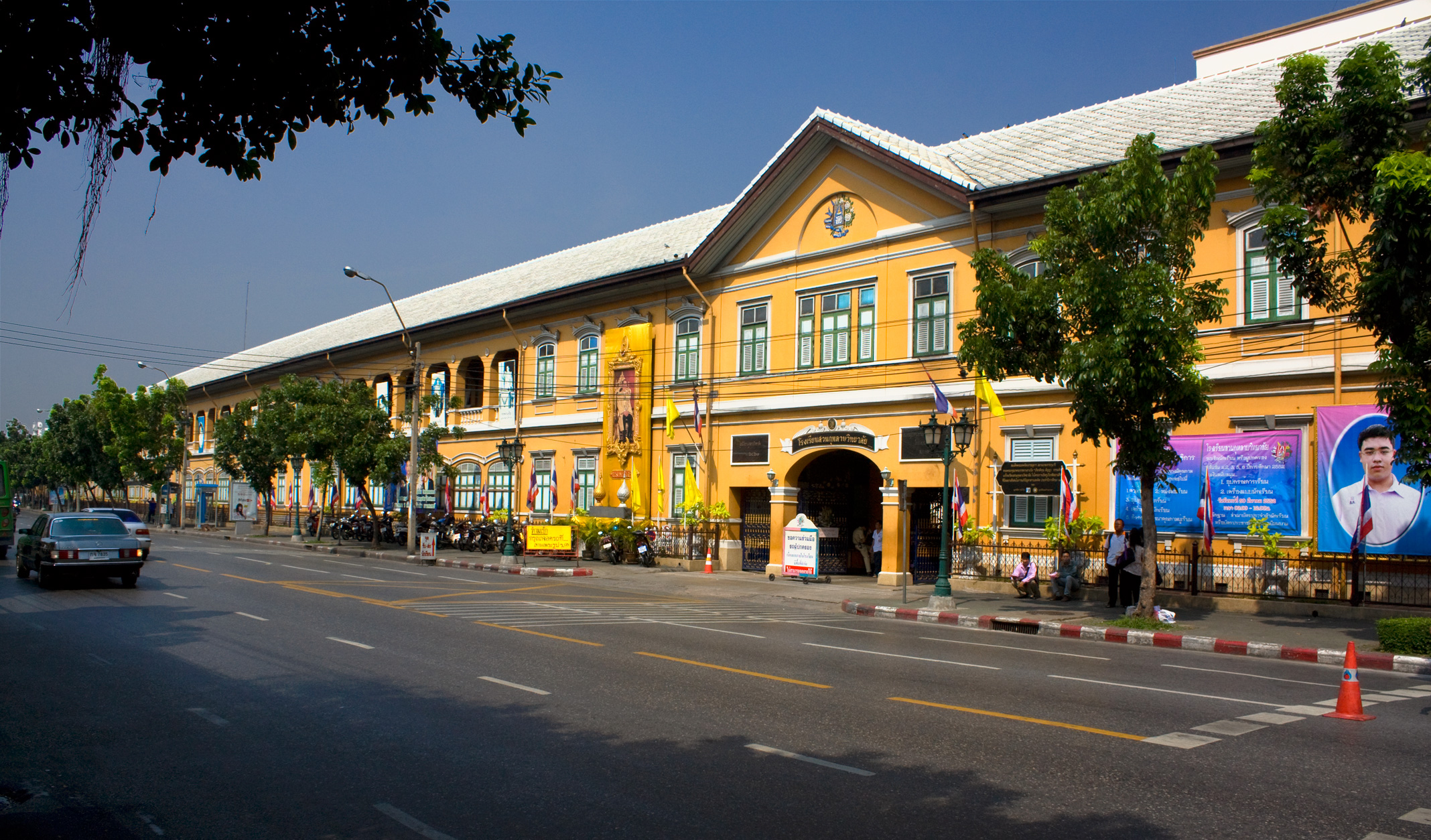
Das Lange Haus der Suankularb-Schule

Die Suankularb-Wittayalai-Schule (Thai: โรงเรียนสวนกุหลาบวิทยาลัย. RTGS: Rongrian Suankulap Witthayalai, Aussprache: [roːŋrian suănkùlàːp wíttʰájaːlaj], übersetzt „Rosengarten-Kolleg“) ist eine berühmte öffentliche Jungenschule der Sekundarstufe in Thailand. Sie ist die älteste weiterführende Schule Thailands.

## Geschichte
Die Geschichte der Schule beginnt gegen Ende des 19. Jahrhunderts im Großen Palast von Bangkok. Hier wurden die königlichen Pagen ausgebildet, aus deren Reihen die königliche Leibwache rekrutiert wurde. Die Schule der Pagen lag in einem Bereich des Palastes, der „Rosengarten“ (Suan Kulap) genannt wurde. Im Jahr 1871 wurde die militärische Ausbildung durch einen zusätzlichen Schulzweig erweitert, in dem die Pagen Lesen und Schreiben sowie die englische Sprache lernen konnten. Zusätzlich zu den Pagen war auch den Söhnen der Adeligen der Besuch dieser Schule gestattet, in der Wert auf eine neue Art des Lernens gelegt wurde. Schüler wurden hier weder mit Stockschlägen noch durch Beleidigungen bestraft, wie es in ähnlichen Einrichtungen gang und gäbe war. Außerdem wurde allen Schülern eine Uniform gestellt sowie ein Taschengeld ausgezahlt. Allerdings waren die Anforderungen des Curriculums an die Schüler so hoch, dass die meisten die Schule vorzeitig verließen. Als die neuen Schüler später auch noch vornehmlich aus bürgerlichen Familien stammten, wurde auf einen Vorschlag von Prinz Damrong hin eine neue Schule gegründet, die nur Jungen aus der königlichen Familie vorbehalten war.
Am 8. März 1882 eröffnete König Chulalongkorn die Suankularb-Schule, um intelligenten Söhnen der königlichen Familie einen Ausbildungsvorteil gegenüber der bürgerlichen Klasse zu verschaffen. Im ersten Jahr wurden nur Jungen unterrichtet, die den Rang eines Mom Chao hatten. Aber bereits im zweiten Jahr überstieg die Zahl der Anwärter diejenigen der Pagen-Schule. Galt bis dahin eine militärische Ausbildung als Voraussetzung für die Erlangung einer gut bezahlten, führenden Stelle in der Verwaltung des siamesischen Reiches, so war diese nun nach einem Erlass des Königs nicht mehr notwendig.
Unter der Leitung von Prinz Damrong, der auch dem 1885 neu eingerichteten Erziehungsministerium bis 1892 vorstand, blieb die Suankularb-Schule eine Elite-Schule für die herrschende Klasse. Doch bereits nach zehn Jahren war die Herkunft der neuen Schüler breiter gestreut, viele kamen aus Familien kleinerer Beamter oder wohlhabender Bürgerlicher mit chinesischem Hintergrund. Von zwanzig Schülern des Abschlussjahres 1896 gab es nur einen mit königlicher Abstammung, vier waren Söhne von hochrangigen Adeligen, fünf von Adeligen niedrigeren Ranges. Acht Schüler kamen aus der bürgerlichen Klasse und zwei waren chinesischer Abstammung. Dies trug mit dazu bei, dass 1889 ein Schulgeld von 20 Baht jährlich eingeführt wurde, um „zu verhindern, dass das gemeine Volk (คนเลว - khon leo) die Schule besucht, und um die Kosten der Mittagsverpflegung zu decken“.
Gegen Ende des Jahres 1902, in der Zwischenzeit wurden in buddhistischen Tempeln mehrere neue Grundschulen gegründet, wurde das Curriculum durch das Erziehungsministerium bereinigt, so dass der so genannte „Standard I“ an Grundschulen und der so genannte „Standard II“ an Schulen der Sekundarstufe gelehrt wurde. Dies führte dazu, dass es nun neben der Suankularb-Schule nur drei weitere Schulen für die Sekundarstufe gab.
Im Jahr 1910 besuchten so viele Schüler die Suankularb-Schule, dass das alte Gebäude auf dem Palastgelände zu klein wurde. Ein neues Schulgebäude wurde auf einem Gelände eingeweiht, das vom Wat Lieb (heute: Wat Ratchaburana) gestiftet worden war. Die Schule befindet sich noch heute hier, das Gebäude wurde „Langes Haus“ genannt, da es für viele Jahre das längste Haus im Land war.

## Bedeutung
Die Gründung der Suankularb-Schule geht einher mit dem Beginn moderner Ausbildungsmethoden in Thailand. Seit über einem Jahrhundert gehören die Ehemaligen der Schule zu den führenden Köpfen auf den Gebieten der Politik, des Sozialen und des Militärs. Viele von ihnen arbeiten in hohen Regierungsstellen und waren und sind so Teil der Modernisierung Thailands. Zusammen mit drei anderen sehr traditionsreichen und prestigeträchtigen Jungenschulen trägt sie jedes Jahr das Jaturamitr-Samakkee-Fußballturnier aus.
Im Jahr 1973 wurde der Suankularb-Wittayalai-Schule die Auszeichnung „Beste Schule des Landes“ vom König verliehen. König Bhumibol Adulyadej selber oder Prinzessin Maha Chakri Sirindhorn waren ebenso 1984 und 1995 bei Eröffnungsfeierlichkeiten für weitere Gebäude der Schule anwesend.

## Ehemalige Schüler der Suankularb-Wittayalai-Schule
- Mitglieder der Königsfamilie
  - Prinz Paribatra Sukhumbandh
  - Prinz Wan Waithayakon
- Thailändische Premierminister
  - Phraya Manopakorn Nititada
  - Pridi Phanomyong
  - Tawee Boonyaket
  - Mom Rajawongse Seni Pramoj
  - Mom Rajawongse Kukrit Pramoj
  - Tanin Kraivichien
  - General Prem Tinsulanonda
  - General Surayud Chulanont
- Militärs
  - General Sunthorn Kongsompong – Anführer des Coups von 1991 und De-facto-Führer der Regierung von 1991 bis 1992
  - General Mongkol Ampornpisit
  - General Prem Tinsulanonda
  - General Surayud Chulanont
  - General Ruangroj Mahasaranon – Kommandeur der thailändischen Streitkräfte von 2005 bis 2006